# Puerto de Canencia
El puerto de Canencia es un paso de montaña emplazado en la parte septentrional de la Comunidad de Madrid (España). Geológicamente, forma parte de la vertiente sur de la sierra de Guadarrama, una de las principales formaciones montañosas del sistema Central.

## Geografía

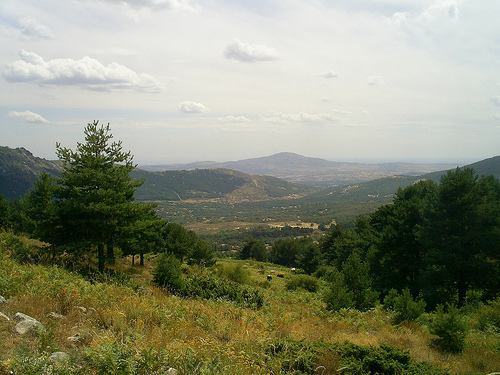
Vista desde la cota máxima del puerto.

El alto del puerto forma parte del término municipal de Bustarviejo y del macizo guadarrameño que es atravesado de lleno por otro puerto, el de la Morcuera, que aparece por su lado occidental. Al este se encuentran picos como Cabeza de la Braña, de 1782 m de altitud, o Mondalindo, de 1833. Su cota se sitúa en 1524 m y tiene una longitud aproximada de 16 km.
Comunica los municipios de Miraflores de la Sierra, enclavado a 1147 m de altitud, y de Canencia, localidad situada a 1150 m sobre el nivel del mar y de la que el puerto toma su nombre. Está atravesado por la carretera M-629, que, una vez salvado el puerto, enlaza con la M-604 y con el tramo inferior del Valle Alto del Lozoya. Esta vía fue construida entre 1941 y 1954, para mejorar el acceso al pueblo de Canencia, que, en ese periodo, experimentó un tímido desarrollo, con la instalación de los servicios de alumbrado eléctrico y agua corriente. 
Se trata de uno de los pasos de montaña más bajos de la sierra de Guadarrama y, al mismo tiempo, menos transitados, dado su carácter comarcal. Pese a ello, suele ser un lugar muy frecuentado en fines de semana y festivos, por sus valores paisajísticos y ambientales. Su entorno está poblado de pinares.
El Rally Shalymar suele establecer alguna etapa a lo largo de dicho puerto.

## Leyendas
El Tuerto de Pirón era un bandolero nacido en la localidad segoviana de Santo Domingo de Pirón. Fernando Delgado Sanz, apodado el Tuerto de Pirón, robaba a los ricos, asaltaba iglesias y caminos, el entorno del Puerto de Canencia fue uno de los lugares donde tuvo actividad y donde murió a manos de la Guardia Civil junto a su mano derecha Barroso, cuando planificaba un asalto.